# Alfred Hui

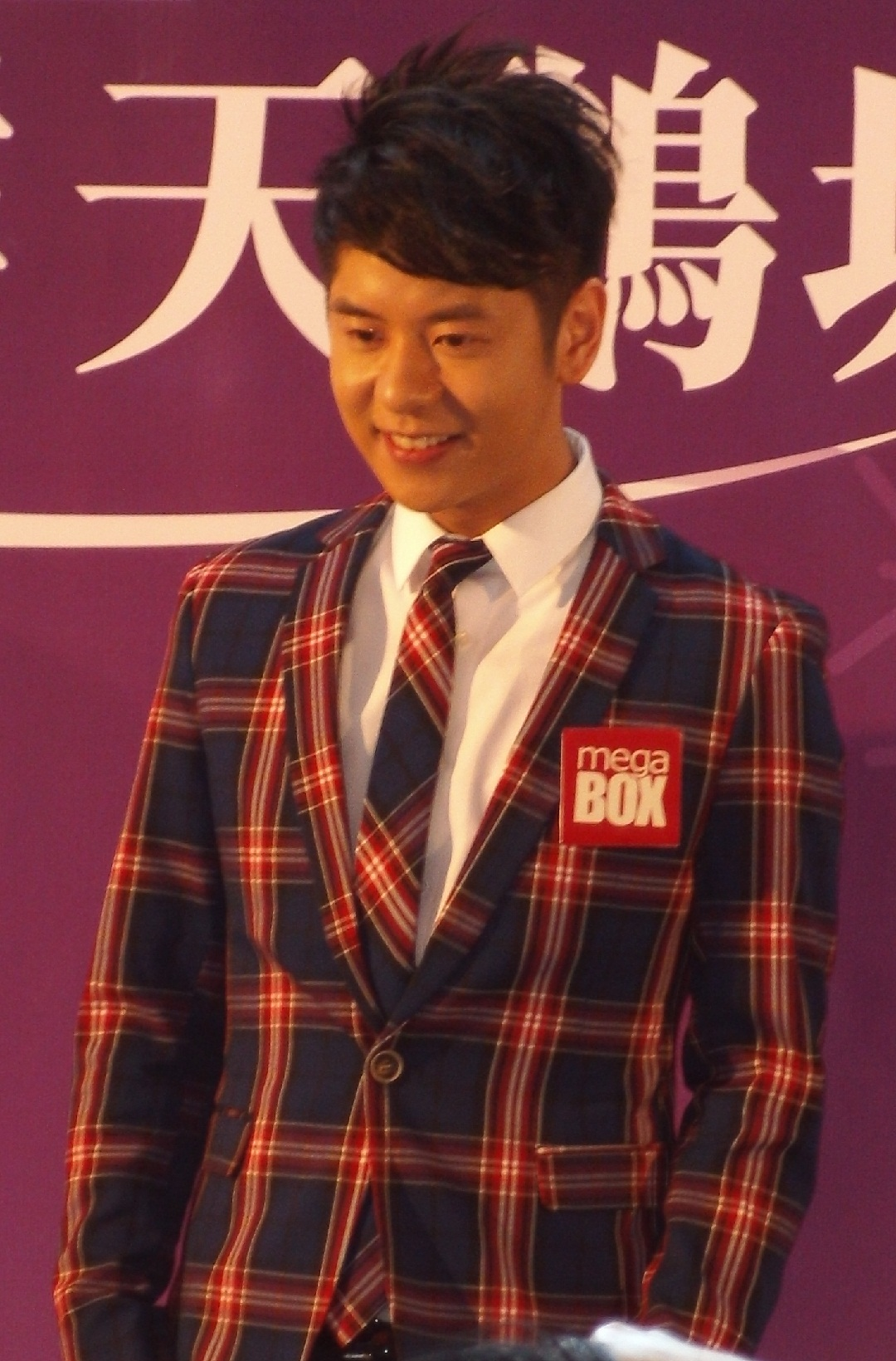
Alfred Hui (2012)

Alfred Hui Ting -hang ( nacido el 29 de abril de 1988) es un cantante de Hong Kong. Además tiene firmados varios contratos con "Television Broadcast Limited". Ha realizado sus estudios de la escuela secundaria del 1 al 5 grado en el St. Joseph's College y del 6 al 7 grado en la Escuela Internacional Suiza (alemán: Deutsch- Schweizerische Internationale Schule). Obtuvo además una Licenciatura en Odontología en la Universidad de Hong Kong. Su padre era vicepresidente de la Fundación Renal de Hong Kong.
En 2009, Alfred Hui participó en la primera temporada "The Voice" (超级 巨 声), un concurso de canto organizado por Television Broadcast Limited (TVB), fue además un destacado presentador de televisión y comenzó oficialmente su carrera como cantante, después de firmar un contrato con dicho canal televisivo. Como uno de los jueces de "The Voice", Gary Chaw (曹 格), un destacado cantante y muy respetado en el Este de Asia. Su comentario acerca de Alfred, descubrió el parecido de su otro compañero, la estrella pop Wu Chun (吴 尊) de Brunéi, cuya etiqueta y gestión de los registros se basa en Taiwán, ha llevado a Alfred para ganar una publicidad extra. Desde entonces, Alfred se unió a Stars Shine (星 焕 国际) en 2011 y llevó a cabo un desarrollo independiente en el circuito de la música pop. En mitad del año. Dos de sus álbumes en CD, de las canciones de Alfred Hui fueron emitidas al mercado de la música pop. Sus canciones más conocidas incluyen "Departure" (出走) y "Ant" (蚂蚁). Muchos amantes de la música apreciaban las canciones de Alfred y esto le permitió a obtener varios reconocimientos en varios canales y radioemisoras de Hong Kong. Más adelante, Alfred Hui obtuvo el premio "The King of the Young Singer Award" en "The Four Major Music Media Prize-Giving Ceremony for the Hong Kong Pop Music Circuit" en 2011, "903 Music Gold Award for Young Singer", "Gold Award for Young Singer" otorgado por "The 34th Ten Distinguished Chinese Golden Music Prize-Giving Concert" por Radio Television Hong Kong en 2011 y "The Gold Award for the Most Favorite New Male Singer" otorgado por "Television Broadcast Limited" en 2011.

## Discografía
- 2011: A Trilogy of Departure (出走三部曲)
- 2012: Blue (藍調)
- 2012: Grandit (長大)
- 2013: The Times (時光)